# TV RED
TV Red S.A. es una empresa chilena de televisión por cable y regional que comenzó sus operaciones en el año 1990. Pionera en televisión por cable en la Región de Magallanes y de la Antártica Chilena, con una gran penetración y cobertura de servicio en las ciudades de Puerto Natales, Punta Arenas, Porvenir, Puerto Williams. Posee un servicio de Televisión digital por cable, por lo cual se puede acceder a canales adicionales al plan básico.
Inicialmente, el domingo 8 de octubre de 2023 se había anunciado el cierre de sus operaciones, para el 30 de noviembre de 2023. Sin embargo, al día siguiente, 1 de diciembre de ese año, y mediante un comunicado, se confirmó un acuerdo con una empresa externa, para continuar con su servicio de televisión en la región. Actualmente es propiedad de UNO Comunicaciones (dueños de Cable Color de la Región de Coquimbo) 

## Características
El servicio de TV Red consta varias características, que son:
- Conexión analógica mediante un cable coaxial directo al televisor. (Servicio Básico)
- Decodificador (Servicio Premium)
- Control Parental (Servicio Premium)
- Guía de Programación en Pantalla (Servicio Premium)
- Revista Mensual adjunta con la Boleta de Pago.

Además, con el cambio de propietario, en un futuro se incorporará un moderno servicio de televisión e internet vía fibra óptica

## Estructuración de las señales
TV Red posee aproximadamente 70 canales en el servicio básico analógico para Punta Arenas, en los que se incluyen canales pertenecientes a Paramount Networks Americas, Disney Media Networks Latin America, Warner Bros. Discovery Latin America, etc. A su vez, cuenta con 8 canales regionales y 18 canales premium en la ciudad de Punta Arenas.
Esta empresa de televisión por cable posee la exclusividad de 4 de los 8 canales regionales en total. Además cuenta con UFC Network HD.
| Canales de exclusividad     | Descripción                                                     |
| --------------------------- | --------------------------------------------------------------- |
| UMAG TV                     | Canal cultural de la Universidad de Magallanes.                 |
| Tierra del Fuego Televisión | Canal regional de Félix España Miranda.                         |
| Radio Presidente Ibáñez     | Canal regional de la radioemisora del mismo nombre.             |
| Radio Soberanía             | Canal regional de la radioemisora del mismo nombre.             |
| TV Red Canal 26             | Canal producido por el mismo cableoperador.                     |
| Más TV                      | Canal predominantemente musical, con cierto contenido regional. |
| Canal Uno                   | Publicidad e información del cableoperador.                     |

En la ciudad de Puerto Natales, a diferencia de la oferta en otras ciudades de la región. Esta tiene los canales de Televisa Internacional (Las Estrellas Internacional, Tlnovelas y Golden).

## Intento de cierre y nuevo propietario
Según citaron varias fuentes, a inicios de octubre de 2023 se había anunciado el fin de las operaciones de TV Red inicialmente para diciembre del mismo año, tanto de su servicio de TV Cable, como su señal propia. La razón del cierre, era por las malas gestiones de sus antiguos propietarios y el desinterés en el negocio de la televisión por cable
Finalmente, el 15 de octubre de 2023, TV Red confirmó inicialmente, mediante un comunicado de prensa, que la empresa cableoperadora finalizaría sus operaciones el día 30 de noviembre de 2023, incluyendo su señal propia. En ese comunicado, la empresa dio sus propias razones del cierre en tres factores: El crecimiento explosivo de las plataformas de streaming por internet, afectando de lleno la industria de la televisión por cable; La baja sin contrapeso en la tasa de suscriptores, que alcanzó a niveles mínimos en los últimos tiempos; y el aumento de los costos de proveedores de señales, principalmente debido a la inflación del valor del dólar. La empresa se comprometió inicialmente a cumplir con todas sus obligaciones, tanto con sus trabajadores, como con sus proveedores, y también será responsable del desmantelamiento completo de su red, como se ha informado a las autoridades locales en distintas reuniones.
Sin embargo, el cierre de las operaciones no se aplicó, ya que al día siguiente, el 1 de diciembre de 2023, de acuerdo a un comunicado prensa y citando varios medios locales, TV Red llegó a un acuerdo final con una empresa cableoperadora externa, lo que permitirá entregar una alternativa de servicio de televisión por cable en la región, y que será comunicada oportunamente por la administración del nuevo operador. Además, en dicho comunicado, indicó a los clientes proseguir con el pago mensual del servicio, vía transferencias digitales o bancarias, y también agradeció a sus abonados por los 30 años de servicio de la televisión por cable en la Región de Magallanes.
Finalmente, el día 6 de diciembre se anunció oficialmente que la empresa UNO Comunicaciones (dueña de Cable Color de la Región de Coquimbo) adquirieron la empresa de TV Red, y que hasta el momento, mantendrá su nombre. La intención de los nuevos propietarios, es entregar los nuevos servicios de televisión e internet, vía fibra óptica.